# Coşqun Diniyev
Coşqun Şahin oğlu Diniyev (ur. 13 września 1995 w Baku) – azerski piłkarz grający na pozycji defensywnego pomocnika. Od 2020 jest zawodnikiem klubu Zirə Baku.

## Kariera klubowa
Swoją karierę piłkarską Diniyev rozpoczął w klubie İnter Baku. W 2012 roku awansował do kadry pierwszego zespołu i 18 listopada 2012 zadebiutował w nim w zwycięskim 2:0 domowym meczu z Turanem Tovuz. W sezonach 2013/2014 i 2014/2015 wywalczył z İnterem dwa wicemistrzostwa Azerbejdżanu.
Latem 2015 roku Diniyev odszedł z İnteru do Qarabağu, w którym swój debiut zanotował 10 sierpnia 2015 w zremisowanym 2:2 wyjazdowym spotkaniu z Qəbələ FK. W sezonach 2015/2016 i 2016/2017 sięgnął z Qarabağem po dublet - mistrzostwo i Puchar Azerbejdżanu, a w kolejnych dwóch, czyli 2017/2018 i 2018/2019 został z nim mistrzem kraju.
Na początku 2019 Diniyev odszedł z Qarabağu do Sabahu Baku. W Sabahu swój debiut zaliczył 2 lutego 2019 w wygranym 2:0 wyjazdowym meczu z Zirə Baku. W Sabahu  występował do lata 2021 roku.
W sierpniu 2021 Diniyev został piłkarzem innego klubu z Baku, Zirə. Zadebiutował w nim 11 września 2021 w zwycięskim 2:0 wyjazdowym meczu z Keşlə Baku.
| Sezon   | Klub       | Kraj        | Rozgrywki      | Mecze | Gole |
| ------- | ---------- | ----------- | -------------- | ----- | ---- |
| 2012/13 | İnter Baku | Azerbejdżan | Premyer Liqası | 2     | 0    |
| 2013/14 | İnter Baku | Azerbejdżan | Premyer Liqası | 7     | 0    |
| 2014/15 | İnter Baku | Azerbejdżan | Premyer Liqası | 26    | 2    |
| 2015/16 | Qarabağ FK | Azerbejdżan | Premyer Liqası | 32    | 1    |
| 2016/17 | Qarabağ FK | Azerbejdżan | Premyer Liqası | 21    | 1    |
| 2017/18 | Qarabağ FK | Azerbejdżan | Premyer Liqası | 22    | 1    |
| 2018/19 | Qarabağ FK | Azerbejdżan | Premyer Liqası | 7     | 0    |
| 2018/19 | Sabah Baku | Azerbejdżan | Premyer Liqası | 13    | 0    |
| 2019/20 | Sabah Baku | Azerbejdżan | Premyer Liqası | 14    | 1    |
| 2020/21 | Sabah Baku | Azerbejdżan | Premyer Liqası | 22    | 1    |
| 2021/22 | Sabah Baku | Azerbejdżan | Premyer Liqası | 2     | 0    |

## Kariera reprezentacyjna
Diniyev grał w młodzieżowych reprezentacjach Azerbejdżanu na szczeblach U-17, U-19 i U-21. W reprezentacji Azerbejdżanu zadebiutował 7 czerwca 2015 w przegranym 1:4 towarzyskim meczu z Serbią, rozegranym w St. Pölten, gdy w 46. minucie zmienił Dimitrija Nazarova.